# Gesonia elongalis
Gesonia elongalis là một loài bướm đêm trong họ Noctuidae.